# 大隈孝晴
大隈孝晴（日语：／ Ōkuma Takaharu），日本男性動畫師、人物設計師、動畫演出家、動畫導演。袋熊工作室出身。

## 來歷、人物
曾作為人物設計師和總作畫監督參與了太田雅彥導演的《超元氣3姊妹》，此後作為人物設計師或副導演參與太田雅彥執導的大部分作品。

## 參加作品

### 電視動畫
2001年
- 棋魂（演出、原畫）

2002年
- Chobits（作畫監督補佐）

2007年
- 造夢同人誌（OP原畫）

2010年
- 超元氣3姊妹（人物設定、總作畫監督、作畫監督）

2011年
- 超元氣3姊妹 增量中！（人物設定、總作畫監督）
- 輕鬆百合（副導演、OP分鏡&演出、ED分鏡&演出）

2012年
- 輕鬆百合♪♪（副導演、OP分鏡&演出、ED分鏡&演出）

2013年
- 琴浦小姐（人物設定、總作畫監督、OP作畫監督、ED作畫監督、片尾插圖原畫）
- 絕對防衛利維坦（人物設定）
- 戀愛研究所（副導演、OP分鏡&演出、ED分鏡&演出）

2014年
- 生存遊戲社（副導演、OP分鏡&演出、ED分鏡&演出、ED主題曲編舞、分鏡、特別節目「炸雞☆檸檬」原畫）

2015年
- 干物妹！小埋（副導演、OP分鏡&演出、ED分鏡&演出）

2016年
- 鋼鐵交響樂（人物設定、總作畫監督）

2017年
- 干物妹！小埋R（副導演、分鏡、演出）
- 廢天使加百列（OP分鏡、ED分鏡）
- AKIBA'S TRIP -THE ANIMATION-（作畫監督補佐、作畫監督）
- 便利商店情人（日语：コンビニカレシ）（服裝設定）

2018年
- 我家的女僕有夠煩！（副導演、分鏡、演出、OP分鏡&演出）
- Anima Yell！（分鏡）

2019年
- 天使降臨到我身邊！（演出）
- 流汗吧！健身少女（OP分鏡&演出）
- 我不是說了能力要平均值嗎？（OP分鏡）

2020年
- 放學後海堤日記（導演[1]、編劇、分鏡、演出、原畫、OP分鏡）
- 在魔王城說晚安（演出）

2022年
- CUE！（作畫監督）
- 鬼褲衩（分鏡）

2023年
- 屍體如山的死亡遊戲（副導演[2]、分鏡）
- 賽馬娘 Pretty Derby Season 3（演出）

2024年
- 鹿乃子乃子乃子虎視眈眈（副導演、分鏡、OP分鏡&演出）

### 電影動畫
- 機動戰士鋼彈：逆襲的夏亞（動畫）
- 屍者的帝國（2015年，演出）

## 相關人物
- 太田雅彥：導演
- 青島崇：劇本統籌、編劇
- 三澤康廣：音樂